# 家事審判
家事審判（かじしんぱん）とは、家族や親族に関わる法律問題（家事事件）について、裁判所が行う裁判の一種である。家事審判は、当事者の意思に拘束されずに裁判所が判断をする点で、家事調停とは異なる。また、家事審判は、公開原則（こうかいげんそく。裁判の手続を秘密裏に行わず、一般公開するという理念）や当事者主義（とうじしゃしゅぎ。当事者が主張しない事実や当事者が提出しない証拠は考慮しないという理念）を適用せず、裁判所の能動的、裁量的手続運営を許容する点で人事訴訟とも異なる。
家事審判の概念を持つ代表的な法域は、日本及び韓国である。中国本土では、人事訴訟（ 身分関係訴訟 ）と非訟事件との区別があるが、そもそも明文の規定のある家事事件が断片的である。ドイツや台湾では、人事訴訟と家事審判という区別を設けず、家庭事件（ドイツ Familiensachen ）や家事事件（台湾）全体を、原則として非公開かつ略式の手続で審理・判断をする仕組みが採られている。
日本と韓国は、家族や親族に関する実体法も手続法（てつづきほう。紛争の法的解決の手続を定める法律のこと）もよく似ているので、本稿では日本の家事審判を中心に記述する。
日本全国の家庭裁判所は、2016(平成28)年に合計835,716件の家事審判事件を新たに取り扱った。その中で最も多かったのが相続放棄の申述受理事件（197,656件）であり、次いで子の氏の変更の許可事件（161,462件）、後見等監督処分事件（141,220件）、後見人等に対する報酬の付与事件（123,609件）の順であった。その他には、子の監護者の指定その他の処分事件（9,346件。とりわけ面会交流事件）、婚姻費用の分担事件（3,344件）、請求すべき按分割合に関する処分事件（1,843件）遺産の分割に関する処分事件など（1,896件）等が、市民生活に身近で件数も多いという意味で重要な事件類型である。
家事審判の原則的な手続は、家事事件手続法第2編（39条～243条）に規定されている。